# Cardioecia
Cardioecia is een geslacht van mosdiertjes uit de familie van de Plagioeciidae en de orde Cyclostomatida. De wetenschappelijke naam ervan werd in 1922 voor het eerst geldig gepubliceerd door Ferdinand Canu en Ray Smith Bassler.

## Soorten
- Cardioecia magnipora (Canu & Bassler, 1922)  †
- Cardioecia neocomiensis (d'Orbigny, 1853)  †
- Cardioecia refuga Viskova, 2011  †
- Cardioecia watersi (O'Donoghue & de Watteville, 1939) (taxon inquirendum)

Niet geaccepteerde soort:
- Cardioecia purpurascens (Hutton, 1873) → Diaperoecia purpurascens (Hutton, 1873)